# Лија Ремини
Лија Мари Ремини (енгл. Leah Marie Remini; Њујорк, 15. јун 1970) америчка је глумица. Глумила је Кери Хефернан у CBS-овом ситкому Краљ Квинса  (1998–2007) и Ванесу Селучи у ситкому Кевин може да чека (2017–2018); у оба јој је партнер био Кевин Џејмс.
Реминијева је била копродуценткиња и водитељка A&E-ове документарне серије Лија Ремини: Сајентологија и последице (2016–2019), за коју је освојила две награде Еми за програм у ударном термину за најбољу документарну серију или специјал. Такође је водила дневни ток-шоу The Talk (2010–2011). Међу филмовима у којима је Реминијева глумила су комедија Стара школа (2003), мистериозна комедија Згодан (2017) и романтична комедија Други чин (2018).
Након што је од детињства била члан Сајентолошке цркве, Ремини је напустила организацију 2013. године. Две године касније, објавила је књигу Проблематична: Преживљавање Холивуда и Сајентологије; мемоари су достигли 1. место на листи најпродаванијих New York Times-а. Године 2016. уследила је документарна телевизијска серија награђена Емијем за A&E, Лија Ремини: Сајентологија и последице, где је створила платформу за жртве и преживеле сајентологије. Од јула 2020. године, Ремини је ководитељка подкаста Сајентологија: Поштена игра, заједно са Мајком Рајндером.